# Rue Froissart
Rue Froissart je ulice v Paříži v historické čtvrti Marais. Nachází se ve 3. obvodu.

## Poloha
Ulice vede od křižovatky s Boulevard des Filles-du-Calvaire a končí na křižovatce s Rue de Turenne a Rue des Filles-du-Calvaire, kde na ni navazuje Rue de Bretagne.

## Historie
Ulice byla otevřena v roce 1804 v prostoru bývalého kláštera Filles-du-Calvaire pod názvem Rue Neuve-de-Ménilmontant. V roce 1864 byla přejmenována na počest francouzského kronikáře Jeana Froissarta.